# Guy Evéquoz
Guy Evéquoz (20 de abril de 1952) es un deportista suizo que compitió en esgrima, especialista en la modalidad de espada. Participó en los Juegos Olímpicos de Múnich 1972, obteniendo una medalla de plata en la prueba por equipos.

## Palmarés internacional
| Juegos Olímpicos | Juegos Olímpicos | Juegos Olímpicos | Juegos Olímpicos   |
| Año              | Lugar            | Medalla          | Prueba             |
| ---------------- | ---------------- | ---------------- | ------------------ |
| 1972             | Múnich (RFA)     | Medalla de plata | Espada por equipos |